# Joana Duah
Joana Duah, nome artístico de Joana Braga Santos (Brasília, 25 de janeiro de 1975) é uma cantora brasileira e ex-integrante da Maskavo, uma banda de reggae brasileira.

## Trajetória
Radicou-se em Nova Iorque (EUA) no final da década de 1990, permanecendo por lá até 2004. É formada em Artes e Performance Musical pela New School University, nos Estados Unidos. Também é certificada pela Unicamp em Estudos do Canto e da Canção Popular.
Duah já teve a sua apresentação em grandes festivais de Jazz em Dubai, Buenos Aires, Lima e Tel Aviv. Além disso, já se apresentou na Sweet Basil, Nublu, Café Wha e SOB (Sounds of Brazil).
Integrou-se a partir de 1993 o grupo Maskavo Roots (anos mais tarde, mudou o nome para Maskavo), com o qual gravou o CD de mesmo nome, produzido pelo Nando Reis e Carlos Eduardo Miranda. Depois passou a integrar pelo afro-brasileiro Batacotô, que após cinco anos, Joana começou a carreira solo.
Gravou e lançou pelo selo Warner Music, o CD Michael N'Bossa, com músicas em ritmos de bossa nova.
Lançou em 2011 seu primeiro CD Dá Licença, produzido por João Samuel. O álbum teve algumas composições de destaque, como "Traqueira", Essa Não" e "Tiro Cruzado.
Joana já se apresentou ao lado de grandes nomes da música popular brasileira, dos quais se destacam João Bosco, Rosa Passos, Dominguinhos, Guinga, Roberto Menescal, Gilberto Gil, Ivan Lins, Simone, Jorge Ben Jor, Dionne Warwick, Romero Lubambo, Jovino Santos Neto, Sérgio Santos, Léo Gandelman, Paulo Braga, Bebel Gilberto, Cidinho Teixeira, entre outros.
Em Nova Iorque conheceu o líder da Grupo Coba, o colombiano Sebastian Cruz. Ele a  convidou para ser a vocalista da banda na qual ficou por três anos e gravou um disco homônimo. Em Brasília se apresentou no Clube do Choro, em homenagem a Rosa Passos, com Guinga e Sérgio Santos. Depois seguiu para a Argentina para apresentações do Conjunto Choro Livre em Buenos Aires, Lima e Dubai. Então segue para o Rio de Janeiro onde lançou o CD Dá Licença. Com esse trabalho excursionou por Israel com o músico Jovino Santos. Em 2016, deu à luz uma menina chamada Valentina e dedicou dois anos de cuidados à filha. Em 2017 foi morar em São Paulo com o marido, violinista e ex-diretor do Teatro Mágico, Daniel Santiago. Na cidade conheceu os jovens músicos Salomão  Soares(piano) e Guegué Medeiros (percussão), com os quais dividiu o palco na sua volta aos palcos em 2018 no Clube do Choro em Brasília.